# ヒオス島
ヒオス島（ヒオスとう、ギリシア語: Χίος / Khíos）は、エーゲ海東部に位置するギリシャ領の島。中心都市はヒオス。キオス島とも表記される。トルコ語ではサクズ島（Sakız Adası）と呼ばれる。
古くより交易の島として栄えた。11世紀に建設されたネア・モニ修道院は、他の2つの修道院とともにユネスコの世界遺産に登録されている。
『キオス島の虐殺』の舞台として有名である。

## 地理

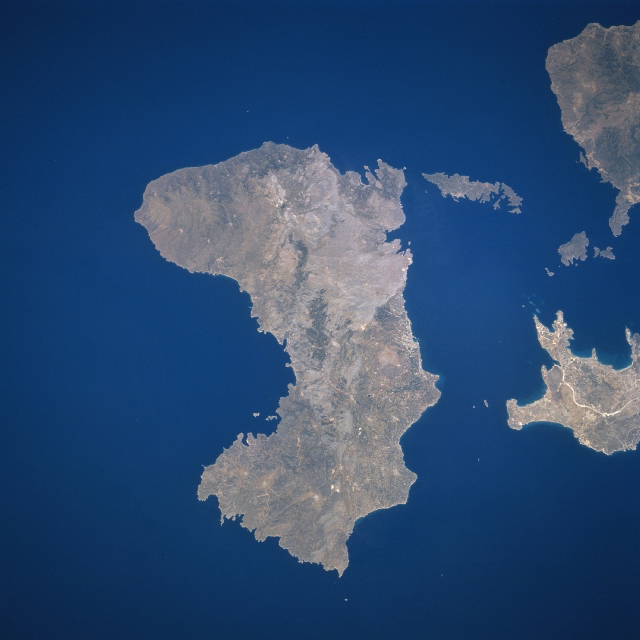
ヒオス島の衛星写真

エーゲ海の東部に位置する。幅約7kmのヒオス海峡 (Chios Strait) でトルコ領（アナトリア半島）と向かい合う。
南北の長さは約50km、東西の幅は最も広い地点で約29km。面積は842km2で、ギリシャでは5番目に大きな島である。この島でのみ栽培される、ガムのような樹液がとれるマスティハの木がある。

## 行政区画

### 自治体（ディモス）
ヒオス市（Δήμος Χίου）は、北エーゲ地方ヒオス県に属する基礎自治体（ディモス）である。ヒオス島全体をその市域とする。
現在のヒオス市は、カリクラティス改革（2011年1月施行）にともない、旧ヒオス市をはじめとするヒオス島の自治体が合併して発足した。旧自治体は、新自治体を構成する行政区（ディモティキ・エノティタ）となっている。
下表の番号は、下に掲げた「旧自治体」地図の番号に相当する。下表の「旧自治体名」欄は、無印がディモス（市）、※印がキノティタ（村）の名を示す。
|   | 旧自治体         | 綴り         | 政庁所在地        | 面積 km2 | 人口   |
| - | ---------------- | ------------ | ----------------- | -------- | ------ |
| 1 | ヒオス           | Χίος         | ヒオス            | 22.8     | 23,779 |
| 2 | アイオス・ミナス | Άγιος Μηνάς  | ティミアナ (el)   | 13.0     | 2,686  |
| 3 | アマニ           | Αμανή        | ヴォリソス (el)   | 158.4    | 2,668  |
| 4 | イオニア         | Ιωνία        | カリマシア (el)   | 48.3     | 4,650  |
| 5 | カンポホラ       | Καμπόχωρα    | ハルキオ          | 50.6     | 3,154  |
| 6 | カルダミラ       | Καρδάμυλα    | カルダミラ        | 182.5    | 2,920  |
| 7 | マスティホホリア | Μαστιχοχώρια | ピルギ (el)       | 211.7    | 4,744  |
| 9 | オミルポリ       | Ομηρούπολη   | ヴロンタドス (el) | 155.0    | 7,335  |

- 旧ヒオス県の旧自治体（1999年 - 2010年）
- 旧ヒオス市（1999年 - 2010年）
- ヒオス市（2011年から）

## 著名な出身者・居住者

### 古代
- ホメロス（紀元前8世紀）、詩人。トゥキディデスの『戦史』の3.104.5節には、ホメロスが自身の出身地を述べた言葉として、「岩がちなヒオス島出身の盲目の老人」というセリフが出てくる。島には、ホメロスが座ったと伝えられる「ホメロスの岩」がある。
- エノピデス（英語版）、紀元前490年頃 – 紀元前420年頃)、数学者、幾何学者。
- ヒオスのイオン（英語版）、紀元前484年 – 紀元前421年、悲劇作家。
- ヒオスのヒポクラテス（英語版）、紀元前470年頃 – 紀元前410年頃)、著名な数学者、幾何学者、天文学者。
- ヒオスのテオポンプス（英語版）、紀元前378年 – 紀元前320年頃)、修辞歴史学者。
- エラシストラトス、紀元前304年 – 紀元前250年)、解剖学のパイオニア的存在、王室付き医師、古代アレキサンドリアの医学学校の創立者。静脈・動脈・神経のシステムにより体組織間がつながっていることを発見。
- ヒオスのアリスト（英語版）、紀元前260年頃生まれ)、禁欲派の哲学者。
- クラウディア・メトロドーラ（英語版）、活動年：54年頃–68年頃)、公共慈善活動家。

### 中世
- 聖マルケラ（英語版）、14世紀、ギリシャ正教会の殉教者、聖人。
- レオ・カロテトス（英語版）、1315年–1363年、ビザンツ帝国の地方知事。
- ヒオスのレオナルド（英語版）、ギリシャ・ドミニコ修道会の学者。
- ジョヴァンニ・ジュスティニアーニ(Giovanni Giustiniani、1418年-1453年、ジェノヴァ共和国の海軍軍人、コンスタンティノープル陥落時の戦闘で戦死し、ヒオス島に埋葬。
- ヒオスのマトローナ（英語版）、15世紀生まれ-1455年以前没、ギリシャ正教会の聖人。
- アンドレア・ビアンコ、15世紀、ジェノヴァ出身でヒオス島で暮らした地図製作者。
- クリストファー・コロンブス、1982年、ルート・G・ドゥルラハー・ヴォルパー(Ruth G Durlacher-Wolper)の著書(『クリストフォロス・コロンブスの人物像を明かす新理論：ギリシャ・ヒオス島出身のビザンツ王子』"A new theory clarifying the identity of Christophoros Columbus: A Byzantine prince from Chios, Greece")で、コロンブスがヒオス島生まれとの仮説が出された。コロンブス自身はジェノヴァ共和国出身としていたが、当時のジェノヴァ共和国はヒオス島も領有していた。コロンブスのジェノヴァでの友人にはヒオス島出身者が多く、その著作でもヒオス島に言及し、ギリシャ語で記したメモ帳も残っている。「コロンブス」はヒオス島ではよく見られる姓である。ギリシャ語の綴りにはKouloumbis(Couloumbis、クルンビス)もある。
- ヴィンチェンツォ・ジュスティニアーニ（英語版）、1564年～1637年、イタリアの銀行家。
- フランシスコ・アルボ、16世紀、世界初の世界周航を達成したフェルディナンド・マゼランの艦隊に参加した航海士。
- レオ・アラティウス（英語版）もしくはレオーネ・アラッチ(Leone Allacci)、1586年頃–1669年、ギリシャ正教会の学者、神学者
- コンスタンチン・ロドカナチ（英語版）、1635年～1687年、オスマン帝国領ギリシャの学者、化学者、辞書編集者、チャールズ2世 (イングランド王)の医師

### 近現代
- スキリツェス家(Scylitzes family)、ルーツはビザンツ帝国時代。
- マヴロコルダトス家(Mavrocordatos family)、オスマン帝国でファナリオティス階級に属していたギリシャ系の家系で、ルーツはヒオス島。
- アタナシオス・パリオス（英語版）、1722年–1813年、ギリシャの聖職者、神学者、哲学者、教育家、賛美歌収集家。
- コリントのマカリウス（英語版）、1731年–1805年、コリント府主教、神秘主義作家、神学作家。
- ヒオスのニケフォロス（英語版）、1750年頃–1821年、ネア・モニ(Nea Moni)修道院長、神学作家、ギリシャ正教会聖人
- ラリー兄弟（英語版）、18–19世紀、19世紀の貿易会社の創業者。
- アレクサンドロス・コントスタヴロス（英語版）、1789年–1865年、政治家。
- アンヴロシオス・スカラマガス(Amvrosios Skaramagas)、1790年–1864年、商人。
- アレクサンドロス・ゲオルギオス・パスパティス(Alexandros Georgios Paspatis)、1814年–1891年)、言語学者、歴史学者、医師、ロマ語研究者、ロマ文化研究者。
- ジョージ・コルヴォコレッセス（英語版）、1816年–1872年、軍人、将校。
- ムスタファ・カズナダル（英語版）、1817年–1878年、チュニス地方長官管轄区(Beylik of Tunis)首相。
- イブラヒム・エドヘム・パシャ（英語版）、1819年–1893年、オスマン帝国首相。
- ミチェル・エマニュエル・ロドカナチ（英語版）、1821年–1901年、ロンドンの貿易業者、銀行家。
- アンドレアス・シングロス（英語版）、1830年-1899年、銀行家。ヒオス島出身。
- コンスタンティノープル総主教コンスタンティノス5世（英語版）、1833年–1914年。
- ナムク・ケマル（英語版）、1840年–1888年、近代トルコ文学の代表的人物・確立者、ヒオス島に亡命、ヒオス島副長官(1886年-1888年)
- オスマン・ハムディ・ベイ、1842年–1910年、オスマン帝国の画家、考古学者。
- ジョージ・I・ゾロタス(George I. Zolotas)、1845年–1906年、ヒオス島史の研究者、ヒオスの高校の校長、5巻から成るヒオス島の歴史書（ギリシャ語）を残す。
- ヨアンニス・プシハリス（英語版）、1854年–1929年、 文献学者、ヒオス島出身。
- コンスタンティノス・アマントス（英語版）、1874年–1960年、ビザンツ学者、アテネ大学教授、アテネ・アカデミー会員。
- スティリアノス・ミリアディス（英語版）、1881年-1965年、画家。
- コスティア・ヴラストス（英語版）、1883年–1967年、銀行家、旧ヴラストス家出身。
- ジョン・D・チャンドリス（英語版）、1890年–1942年、ギリシャの船主。
- スタヴロス・リヴァノス（英語版）、1891年–1963年、海運業の重鎮。
- フィリップ・パンデリ・アルゲンティ(Philip Pandely Argenti)、1891年–1974年、ヒオス島の古い貴族家系の出身、ヒオス島史の最大の歴史家、10以上のヒオス島の歴史書を残す。
- ヨアンニス・デスポトプーロス（英語版）、1903年–1992年、建築家。
- コスタス・ペリコス（英語版）、1905年–1943年、ギリシャのレジスタンス運動家、レジスタンス組織PEANのリーダー。
- ヤンニス・カラス（英語版）、1907年-1989年、船主。
- コスタス・レモス（英語版）、1910年–1995年、ギリシャの船主、大富豪。
- アダマンティオス・レモス（英語版）、1916年–2006年、俳優。
- アンソニー・J・アンゲリクーシス(Anthony J. Angelicoussis)、1918年–1989年、ギリシャの船主。
- アンドレアス・パパンドレウ（英語版）、1919年–1996年、政治家、ギリシャ首相。
- アンソニー・J・チャンドリス(Anthony J. Chandris)、1924年–1984年、ギリシャの船主。
- ミキス・テオドラキス、1925年～2021年、作曲家、ヒオス島生まれ。
- ヤニ・フリストゥ、1926年–1970年、作曲家。
- ジョージ・P・リヴァノス（英語版）、1926年–1997年、ギリシャの船主。
- ペトロス・モリヴィアティス（英語版）、1928年-、政治家(外務大臣)。
- スタマティオス・クリミギス（英語版）、1938年-、NASAの宇宙科学者。
- タキス・フォトプーロス（英語版）、1940年-、政治評論家、ライター。
- アダマンティオス・ヴァシラキス（英語版）、1942年-2021年、外交官。
- ディミトリス・ヴァロス（英語版）、1949年-2017年)、 作家、詩人、ジャーナリスト。
- テオドロス・ヴェニアミス（英語版）、1950年-、船主。
- ディモス・アヴデリオディス(Dimos Avdeliodis)、1952年-、作家、映画監督、劇場支配人。
- マーク・パリオス（英語版）、1952年-、プロサッカー選手。ギリシャ系（ヒオス島にルーツ）。英国フットボール・アソシエーション(FA)幹部(chief executive)。
- マシュー・ミロンズ（英語版）、1956年-、ニューヨークの政治家。
- ニコス・パテラス（英語版）、1963年-、船主、パナシナイコスFC元オーナー。
- アンゲリキ・フラングー（英語版）、1965年-、船主。
- ジョン・シタラス（英語版）、1972年-、フィットネス経営者・主催者。
- ヨアニス・フンドゥリス（英語版）、1988年-、水球選手。